# Atletica leggera ai Giochi della XXIII Olimpiade - Decathlon

Video della gara (prima giornata)

Video della gara (seconda giornata)

## Presenze ed assenze dei campioni in carica
| Competizione      | Atleta         | Prestazione | Los Angeles 1984 |
| ----------------- | -------------- | ----------- | ---------------- |
| Olimpiadi 1980    | Daley Thompson | 8 495 p.    | Presente         |
| Commonwealth 1982 | Daley Thompson | 8 410 p.    | Presente         |
| Europei 1982      | Daley Thompson | 8 743 p.    | Presente         |
| Asiatici 1982     | Weng Kangqiang | 7 431 p.    | Presente         |
| Panamericani 1983 | Dave Steen     | 7 958 p.    | Presente         |
| Mondiali 1983     | Daley Thompson | 8 666 p.    | Presente         |

1. ↑  Sotto la bandiera della Gran Bretagna.

## Risultati
Thompson concede la rivincita al tedesco dell'Est Jürgen Hingsen, suo grande avversario l'anno prima ai mondiali e mancato contendente del titolo olimpico quattro anni prima a causa del boicottaggio.

L'inglese sfodera una prestazione maiuscola, senza sbavature, dando il meglio di sé in tutte le prove. Forse solo nel salto in alto poteva fare qualcosa di più. All'ultima gara, con ormai l'oro in cassaforte, non spinge abbastanza sui 1500 e manca il primato del mondo per un punticino.

Si classifica sesto il vincitore dei Trials, John Crist, con 8.130 punti.
Nel 1985 verrà aggiornata la tabella di punteggio del Decathlon. La cronologia del record del mondo ricomincia dal primato di Thompson che, da 8798 punti, sarà rivalutato a 8847 punti.
| Pos | Paese                                                          | Atleta                                  | Punti                                             |  |
| --- | -------------------------------------------------------------- | --------------------------------------- | ------------------------------------------------- |  |
|     | Gran Bretagna                                                  | Daley Thompson                          | 8797                                              |  |
|     | CORSE 100 m: 10"44 400 m: 46"97 110 ost. 14"34 1500 m: 4'35"00 | SALTI Alto: 2,03 Asta: 5,00 Lungo: 8,01 | LANCI Peso: 15,72 Disco: 46,56 Giavellotto: 65,24 |  |
|     | Germania Ovest                                                 | Jürgen Hingsen                          | 8673                                              |  |
|     | Germania Ovest                                                 | Siegfried Wentz                         | 8412                                              |  |